# چند سوپرمن در مشرق‌زمین
چند سوپرمن در مشرق‌زمین (انگلیسی: Supermen Against the Orient) یک فیلم در ژانر ابرقهرمانی و کمدی به کارگردانی بیتو آلبرتینی است که در سال ۱۹۷۳ منتشر شد و نمایش موفقی در ایتالیا و هنگ کنگ داشت.

## بازیگران
- لو لیه
- مارس
- جکی چان
- یوئن بیائو
- ژاک دوفیلو
- آلبرتو فارنزه
- شی سو
- سال بورجزه
- ایزابلا بیاجینی
- آنتونیو کانتافورا